# Thrixspermum iodochilus
Thrixspermum iodochilus är en orkidéart som beskrevs av Henry Nicholas Ridley. Thrixspermum iodochilus ingår i släktet Thrixspermum och familjen orkidéer. Inga underarter finns listade i Catalogue of Life.